# 奥尔科特撞击坑
奥尔科特撞击坑（英語：Alcott）是金星上的一个撞击坑。